# 142 (số)
142 (một trăm bốn mươi hai) là một số tự nhiên ngay sau 141 và ngay trước 143.